# Desfile do Dia da Vitória em Moscou em 2007

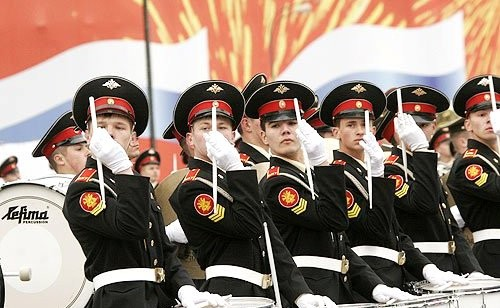
Cadetes bateristas durante o desfile.

O Desfile do Dia da Vitória em Moscou em 2007 foi uma desfile militar realizado em 9 de maio de 2007 na Praça Vermelha em Moscou para celebrar o 62º aniversário da vitória soviética sobre a Alemanha Nazista na Grande Guerra Patriótica. Foi a última vez que Vladimir Putin fez um discurso de feriado em seu primeiro mandato como presidente. O desfile foi comandado pelo Comandante do Distrito Militar de Moscou, General do Exército, Vladimir Bakin, e supervisionado pelo Ministro da Defesa, Anatoly Serdyukov. As músicas foi executadas pela Banda Central do Distrito Militar de Moscou sob o comando do Major General Valery Khalilov. 
Este foi o primeiro desfile do Dia da Vitória assistido online por pessoas de fora da Rússia.

## Desfile

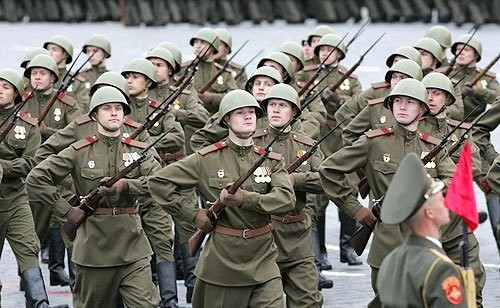
Tropas históricas durante o desfile

### Bandas militares presentes
- Bandas Militares em Massa do Serviço de Bandas Militares das Forças Armadas da Rússia, lideradas e conduzidas pelo Major General Valery Khalilov e compostas por:
  - Banda da Sede do Distrito Militar de Moscou
  - Banda Militar Central do Ministério da Defesa
  - Banda do Conservatório Militar de Moscou, Universidade Militar do Ministério da Defesa da Federação Russa
- Corpo de Tambores da Escola Militar de Música de Moscou

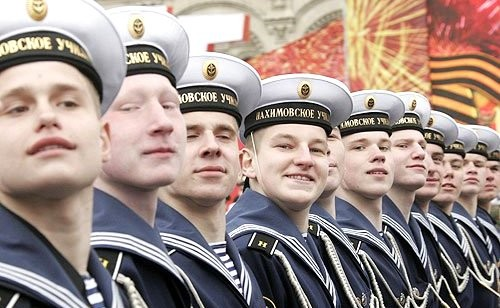
Cadetes navais.

### Tropas participantes do desfile
Seguindo o carro que transportou o General do Exército Bakin, o desfile passou pela Praça Vermelha na seguinte ordem:
- 154º Regimento de Comandantes Independentes de Preobrazhensky
  - Guarda de Cor composta por:
    - Bandeira da Rússia
    - Bandeira da Vitória
    - Bandeira das Forças Armadas da Federação Russa

  - Companhia de Guardas de Honra Combinada das Forças Armadas
    - Unidades históricas
      - Infantaria
      - Aviadores
      - Marinheiros

- Unidades representativas das Forças Armadas, Ministério dos Assuntos Internos, Ministério de Situações de Emergência e Defesa Civil, Serviço Federal de Segurança, bem como unidades do Distrito Militar de Moscou
  - Academia de Armas Combinadas das Forças Armadas da Federação Russa
  - Academia Militar das Forças de Mísseis Estratégicos de Pedro, o Grande
  - Universidade Militar do Ministério da Defesa da Federação Russa
  - Academia da Força Aérea Gagarin
  - Academia Zhukovsky de Engenharia da Força Aérea
  - Academia de Defesa Civil do Ministério de Situações de Emergência da Federação Russa
  - Universidade Tecnológica Militar
  - Instituto Espacial Militar de Rádio Eletrônica de Moscou
  - Instituto Militar de Moscou do Serviço Federal de Fronteiras da Federação Russa "Conselho Municipal de Moscou"
  - 2ª Divisão de Fuzileiros Motorizados da Guarda
  - 4ª Divisão de Tanques de Guardas "Iúri Andropov"
  - 27ª Brigada de Rifles Motorizados de Guardas Separados
  - Escola Superior de Comando Aerotransportado da Guarda Riazã
  - 331º Regimento Aerotransportado de Guardas
  - ODON Ind. Divisão de Tropas Internas Motorizadas do Ministério de Assuntos Internos da Federação Russa " Felix Dzerzhinsky "
  - 336.ª Brigada de Infantaria Naval de Guardas da Frota do Báltico
  - Escola Naval Nakhimov
  - Escola Militar Suvorov
  - Escola de Treinamento de Alto Comando Militar de Moscou

O treinamento para o desfile ocorreu de março a abril em Alabino, Oblast de Moscou.

## Música
A música e as marchas foram tocadas pela Banda Militar das Forças Armadas da Rússia sob a direção do Major General Valery Khalilov

#### Inspeção e endereço
- Marcha do Regimento Preobrazhensky (Марш Преображенского Полка)

- Marcha Lenta dos Tannquistas (Встречный Марш Танкистов) por Semyon Tchernetsky
- Marcha lenta para carregar a bandeira de guerra (Встречный Марш для выноса Боевого Знамени) por Dmitriy Valentinovich Kadeyev
- Marcha Lenta dos Guardas da Marinha (Гвардейский Встречный Марш Военно-Морского Флота) por Nikolai Pavlocich Ivanov-Radkevich
- Marcha Lenta das Escolas de Oficiais (Встречный Марш офицерских училищ) por Semyon Tchernetsky
- Marcha Lenta (Встречный Марш) por Dmitry Pertsev
- Marcha Lenta do Exército Vermelho (Встречный Марш Красной Армии) por Semyon Tchernetsky
- Marcha Lenta (Встречный Марш) por Evgeny Aksyonov
- Glória (Славься) por Mikhail Glinka
- Fanfarra de Desfile Todos Escutam! (Парадная Фанфара «Слушайте все!») por Andrei Golovin
- Hino Nacional da Federação Russa (Государственный Гимн Российской Федерации) por Alexander Alexandrov
- Retiro de Sinal (Сигнал "Отбой")

#### Coluna de infantaria
- Marcha General Miloradovich (Марш "Генерал Милорадович") por Valery Khalilov
- A Despedida da Eslava (Прощание Славянки) por Vasiliy Agapkin
- Balada de um Soldado (Баллада о Солдате) por Vasily Pavlovich Solovyov-Sedoy
- Marcha Lefortovsky (Лефортовский Марш) por Valery Khalilov
- Marcha de Artilharia (Марш Артиллеристов) por Tikhon Khrennikov
- Em Guarda pela Paz (На страже Мира) por Boris Alexandrovich Diev
- Marcha Aérea (Авиамарш) por Yuliy Abramovich Khait
- Nós Somos o Exército do Povo (Мы Армия Народа) por Georgy Viktorovich Mavsesya
- Marcha dos Cosmonautas/Amigos, eu acredito (Марш Космонавтов /Я верю, друзья) por Oskar Borisovich Feltsman
- Marcha Kant (Марш «Кант») por Valery Khalilov
- Em Defesa da Pátria (В защиту Родины) por Viktor Sergeyevich Runov
- Marcha de Combate (Строевой Марш) por Dmitry Illarionovich Pertsev
- Precisamos de uma vitória (Нам Нужна Одна Победа) por Bulat Shalvovich Okudzhava
- Glória aos Heróis (Слава героям) por Dmitry Illarionovich Pertsev
- A Tripulação é uma família (Экипаж - одна семья) por Viktor Vasilyevich Pleshak
- V Put (В Путь), de Vasily Pavlovich Solovyov-Sedoy
- Dia da Vitória (День Победы) por David Fyodorovich Tukhmanov

#### Demonstração de exercícios e conclusão
- Pot-pourri de
  - Invencível e Lendário (Фрагмент Несокрушимая и легендарная) por Alexander Alexandrov
  - Marcha do Regimento Preobrazhensky (Марш Преображенского Полка)
  - Marcha Herói (Марш "Герой")
  - Borodino (Бородино)
- Peça de tambores desconhecida
- Procissão dos Nobres de Mlada por Nikolai Rimsky-Korsakov
- Canção do Exército Russo (Песня о Российской Армии) por Alexandr Alexandrov